# 三遊亭栄馬
三遊亭 栄馬（さんゆうてい えいば）は、落語家。旧字体は「榮馬」。
- 三遊亭栄馬 - 後∶四代目三遊亭小圓馬
- 三遊亭栄馬 - 本項にて詳述

三遊亭 栄馬（さんゆうてい えいば、1944年9月7日 - 2021年9月29日）は、大分県臼杵市出身の落語家。本名∶足立 建比古。出囃子∶『越後獅子』。落語芸術協会所属。

## 経歴
1967年3月に四代目三遊亭小圓馬に入門、「栄馬」を名乗る。
1971年9月、二ツ目昇進。
1981年4月に三笑亭夢太朗、桂南八と共に真打昇進。
2021年9月29日2時10分、急性心筋梗塞のため、埼玉県内の病院で死去。77歳没。

## 芸歴
- 1967年∶四代目三遊亭小圓馬へ入門、「栄馬」となる。
- 1971年∶二ツ目昇進。
- 1981年∶真打昇進。
- 2021年∶死去。

## 人物
得意演目は「紺屋高尾」「百年目」「代り目」「かつぎ屋」「茄子娘」「長短」「野ざらし」など。また音曲にも精通し、謡の入る演目も得意とした。絵手紙作家としてNHKに出演経験がある。
亡くなる3年前から持病のため体調を崩しがちになり、入退院を繰り返していた。2020年正月初席にも顔付けされていたが、結果的に体調不良で出演は叶わなかった。2018年11月5日、池袋演芸場での「茄子娘」が最後の寄席出演となった。
没後の2021年10月24日、TBSラジオ「らんまんラジオ寄席」は栄馬の追悼特集となり「目黒のさんま」「紺屋高尾」が放送された。

## 受賞
- 1976年 第5回 NHK新人落語コンクール 最優秀賞「青菜」
- 1984年 第19回 国立演芸場 花形若手演芸会新人賞 銀賞 「紙入れ」